# 馬特爾湖
63°21′N 117°58′W / 63.350°N 117.967°W

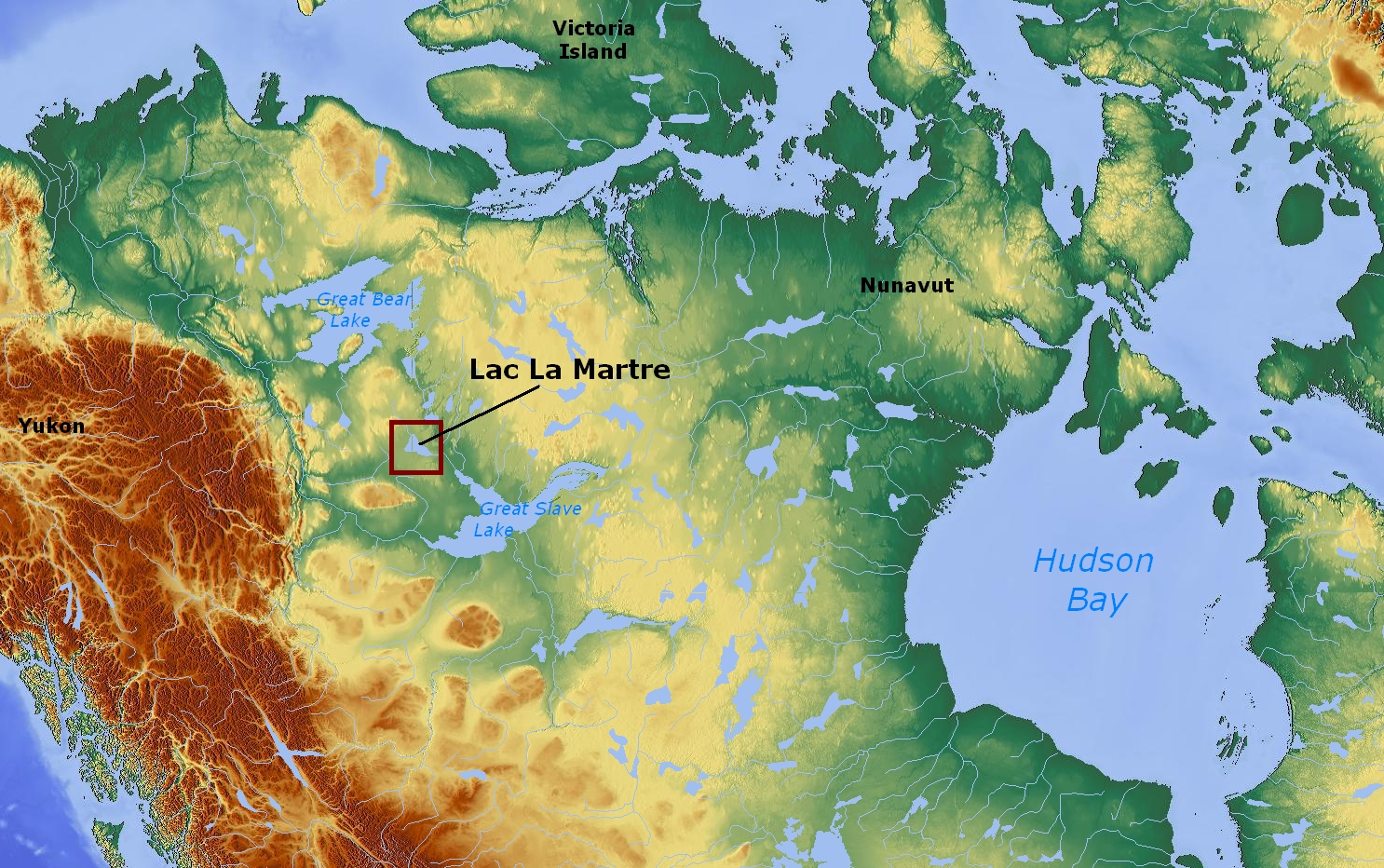

馬特爾湖是加拿大的湖泊，位於該國西北部，由西北地區負責管轄，長70公里、寬30公里，面積1,687平方公里，是該地區最大湖泊，島嶼面積89平方公里，集水區面積13,900平方公里，海拔高度265米。